# Romaldkirk
Romaldkirk är en ort och civil parish i Storbritannien.   Den ligger i kommunen Durham i riksdelen England, i den centrala delen av landet, 400 km norr om huvudstaden London. Romaldkirk ligger 228 meter över havet och antalet invånare är 169.
Terrängen runt Romaldkirk är platt åt sydost, men åt nordväst är den kuperad. Runt Romaldkirk är det ganska glesbefolkat, med 29 invånare per kvadratkilometer. Närmaste större samhälle är Barnard Castle, 8,3 km sydost om Romaldkirk. Trakten runt Romaldkirk består i huvudsak av gräsmarker.